# لمور ورزشکار میترمایر
 لمور ورزشکار میترمایر (نام علمی: Lepilemur mittermeieri) نام یک گونه از سرده لمورهای ورزشکار است.